# (20373) Fullmer
(20373) Fullmer (1998 KX37) – planetoida z pasa głównego asteroid okrążająca Słońce w ciągu 4,61 lat w średniej odległości 2,77 j.a. Odkryta 22 maja 1998 roku.